# ناحیه موکا
ناحیه موکا (به لاتین: Moka District) یک ناحیه در موریس است که در موریس واقع شده‌است.

## خصوصیات
ناحیه موکا ۲۳۰٫۵ کیلومترمربع مساحت و ۸۱٬۸۲۰ نفر جمعیت دارد.